# 65213 Peterhobbs
65213 Peterhobbs este o planetă minoră (asteroid) din centura de asteroizi. A fost descoperită pe 12 martie 2002 la Nogales de Tenagra Observatories⁠(d). 
Obiectul prezintă o orbită caracterizată de o semiaxă mare de 3,0658823679405 UAi, o excentricitate de 0,06, o înclinație de 12,8 ° în raport cu ecliptica.